# Rembercourt-sur-Mad
Rembercourt-sur-Mad är en kommun i departementet Meurthe-et-Moselle i regionen Grand Est (tidigare regionen Lorraine) i nordöstra Frankrike. Kommunen ligger i kantonen Thiaucourt-Regniéville som tillhör arrondissementet Toul. År 2022 hade Rembercourt-sur-Mad 154 invånare.

## Befolkningsutveckling
Antalet invånare i kommunen Rembercourt-sur-Mad
| Referens: INSEE |